# 필리핀 여자 농구 국가대표팀
필리핀 여자 농구 국가대표팀(타갈로그어: Pambansang koponan ng kababaihang basketbol ng Pilipinas)은 필리핀의 여자 농구 대표팀으로 필리핀 농구 연맹에 의해 운영되고 있다. 

## 역대 성적

### 올림픽
| 올림픽 기록 | 올림픽 기록    | 올림픽 기록    | 올림픽 기록    | 올림픽 기록    |
| 연도        | 결과           | 경기           | 승             | 패             |
| ----------- | -------------- | -------------- | -------------- | -------------- |
| 1976년      | 불참           | 불참           | 불참           | 불참           |
| 1980년      | 보이콧         | 보이콧         | 보이콧         | 보이콧         |
| 1984년      | 본선 진출 실패 | 본선 진출 실패 | 본선 진출 실패 | 본선 진출 실패 |
| 1988년      | 불참           | 불참           | 불참           | 불참           |
| 1992년      | 불참           | 불참           | 불참           | 불참           |
| 1996년      | 본선 진출 실패 | 본선 진출 실패 | 본선 진출 실패 | 본선 진출 실패 |
| 2000년      | 불참           | 불참           | 불참           | 불참           |
| 2004년      | 본선 진출 실패 | 본선 진출 실패 | 본선 진출 실패 | 본선 진출 실패 |
| 2008년      | 불참           | 불참           | 불참           | 불참           |
| 2012년      | 불참           | 불참           | 불참           | 불참           |
| 2016년      | 본선 진출 실패 | 본선 진출 실패 | 본선 진출 실패 | 본선 진출 실패 |
| 2020년      | 본선 진출 실패 | 본선 진출 실패 | 본선 진출 실패 | 본선 진출 실패 |
| 2024년      | 본선 진출 실패 | 본선 진출 실패 | 본선 진출 실패 | 본선 진출 실패 |
| 합계        | 0/13           | 0              | 0              | 0              |

### 월드컵
- 1953년~2022: 예선 탈락

### 아시아컵
- 1965년: 4위
- 1984년: 4위

### 아시안 게임
- 1998년 : 6위
- 2022년 : 5위

### 동남아시아 경기 대회
- 2019년: 금메달
- 2021년: 금메달